# Stig Danielsson
Stig Danielsson (* 24. Januar 1920) ist ein ehemaliger schwedischer Sprinter.
Bei den Europameisterschaften 1946 in Oslo siegte er zusammen mit Inge Nilsson, Olle Laessker und Stig Håkansson in der 4-mal-100-Meter-Staffel. Über 200 Meter wurde er Vierter, und über 100 Meter erreichte er das Halbfinale.
1950 gewann er bei den Europameisterschaften in Brüssel Bronze in der 4-mal-100-Meter-Staffel und schied über 200 Meter im Halbfinale aus.
1946 und 1950 wurde er Schwedischer Meister über 200 Meter.

## Persönliche Bestzeiten
- 100 m: 10,5 s, 7. August 1947, Rydboholm
- 200 m: 21,9 s, 1946